# Dragan Mihajlović
Dragan Mihajlović ou Dragoslav Mihajlović - em sérvio, Драгослав Михајловић (13 de dezembro de 1906 - 18 de junho de 1978) foi um futebolista iugoslavo. Ele competiu na Copa do Mundo de 1930, sediada no Uruguai, na qual a Iugoslávia terminou na quarta colocação dentre os treze participantes.